# کیتی-لین یوسترا
کیتی-لین یوسترا (انگلیسی: Kitty-Lynn Joustra؛ زادهٔ ۱۱ ژانویهٔ ۱۹۹۸) بازیکن زن واترپلو اهل هلند است.